# 죽지않아
"죽지않아"는 2013년에 개봉한 대한민국의 영화이다.

## 캐스팅
- 이봉규 : 할배 역
- 차래형 : 지훈 역
- 한은비 : 은주 역
- 이무생 : 준수 역
- 맹봉학 : 지훈 아버지 역
- 김신성 : 친척 어른 역
- 고영진 : 영진 역
- 김정한 : 정한 역
- 김예샘 : 예샘 역
- 김태균 : 건재상 주인 역
- 김성장 : 건재상 손님 1 역
- 조만희 : 건재상 손님 2 역
- 김유화 : 마을 주민 역
- 김정옥 : 백숙집 지배인 역
- 김종선 : 백숙집 직원 1 역
- 김효심 : 백숙집 직원 2 역